# Золотов, Михаил Алексеевич
Михаил Алексеевич Золотов (21 ноября 1916, д. Щёкино, Вологодская губерния — 22 ноября 1980, Новосибирск) — советский историк, кандидат исторических наук (1955), доцент, отличник просвещения РСФСР.

## Биография
Родился 21 ноября 1916 года в деревне Щёкино Вологодской губернии (современный Вологодский район Вологодской области). В 1938 году окончил факультет русского языка и литературы Вологодского педагогического института. Преподавал русский язык и возглавлял учебную часть в средней школе Вологодской области.
Окончил военное авиационно-техническое училище. С наступлением Великой Отечественной войны отправился на фронт, служил в 149-м и 86-м истребительных авиационных полках.
После возвращения из армии заведовал марксистско-ленинским кабинетом, работал ассистентом кафедры истории КПСС Вологодского молочного института. С 1949 по 1955 год занимал должности директора по учебно-научной работе и заведующего кафедрой марксизма-ленининзма в Велико-Устюгском учительском институте.
В апреле 1955 года устроился в Новосибирский педагогический институт, где работал до конца своей жизни. Долгое время трудился проректором по учебной работе этого вуза.
Избирался в депутаты Новосибирского горсовета, в котором руководил пост. комиссией по народному образованию.
Похоронен на Заельцовском кладбище Новосибирска (квартал 67)

## Награды
Ордена Ленина, Красной Звезды, «Знак Почёта» и медали.